# 表皮 (植物)

亚麻植物的茎横截面图
1. 髓
2. 原生木质部
3. [111]
4. 韧皮部
5. 厚壁组织（Ground tissue）
6. 皮质
7. 表皮

表皮（英語：epidermis）是单层的细胞群，覆盖了植物的叶、花和茎。它形成了植物和外界环境的界线，表皮承担多重功能，如防止水的流失，调控气体交换，分泌新陈代谢的化合物，以及（特别是在根部）吸收水和矿物质。大多数叶的表皮都呈现有背腹性（dorsoventral）的解剖结构：上部（近轴）和下部（远轴）的表面具有不同的构造，承担不同的功能。木质的茎和一些其他茎结构产生了第二层的保护，即树皮，它可以代替表皮起到保护作用。

## 描述
表皮是植物体最外层的细胞。在一些较老的论及叶表皮细胞的作品中，表皮被视为一种特殊的薄壁组织，但是如今建立起的现代植物学已经把表皮归为表皮组织（dermal tissue），而表皮组织则属于厚壁组织。如下图所示，表皮是叶表皮细胞系统中的主要成分，也在根、茎、花、果、种子中占有同样地位。它通常是透明的。除保卫细胞外，表皮细胞没有叶绿体。
表皮的细胞在结构和功能上都是多种多样的。大多数植物的表皮仅有一层细胞的厚度。也有植物如印度榕和草胡椒属，它们的叶内的原表皮层发生平周分裂，因而会有多层细胞。表皮细胞互相之间紧密相连，为提供了机械强度和保护。表皮细胞墙在地面上的部分包含角质，由植物角质层（plant cuticle）包裹。这一角质层可以减少水流失进入大气，角质表面有时也有蜡的保护。这些蜡层可以给予一些植物白或浅蓝的表面颜色。表面蜡作为蒸汽屏障，在强太阳光下和风中保护了植物。许多叶子的下午角质层较上部的薄，干燥气候下的植物叶片通常会加厚角质层以防止水的蒸发。
表皮组织包括多个不同的细胞种类：表皮细胞、保卫细胞、副卫细胞，以及表皮毛（trichomes）。表皮细胞数量最多，最大，分化程度最低，它们在双子叶植物和单子叶植物的叶片中可能会拉长。

## 保卫细胞

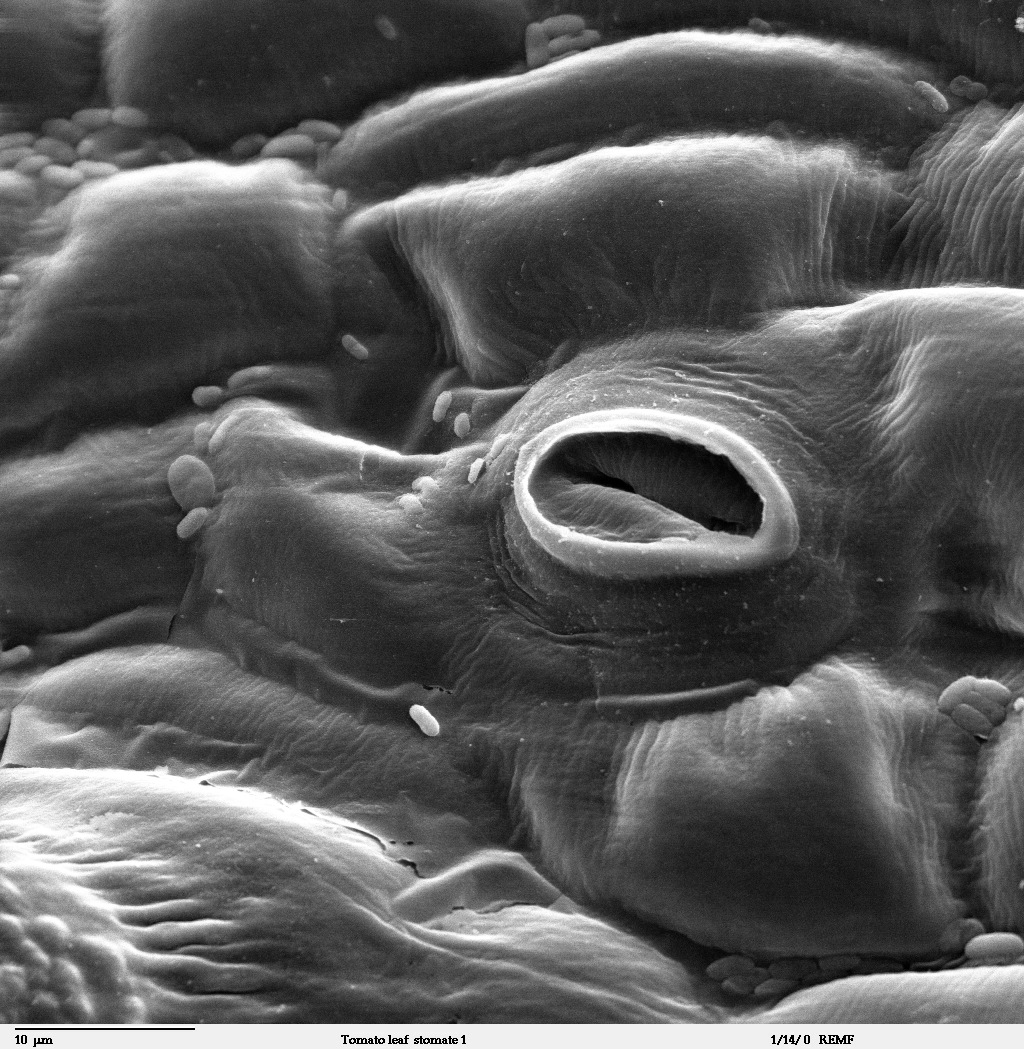
番茄叶的气孔（微观图示）

叶和茎的表皮覆盖有小孔，被称作气孔，气孔复合体（stoma complex）的一部分包括一个孔，每一侧均由含有叶绿体的保卫细胞和两到四个不含叶绿体的副卫细胞包围。气孔复合体调控外部空气和叶内部间的气体和水蒸气交换。通常情况下，气孔在下表皮分布更多，而上部较少。一个例外是浮在水面上的叶子，其气孔大多在上表面。垂直的叶子，如各类禾本科植物，在叶的两侧有相同数量的气孔。一个气孔由两个保卫细胞包围。保卫细胞和表皮细胞的区别在于：
- 保卫细胞平面上看呈扁豆状，但表皮细胞形状不规则
- 保卫细胞有叶绿体，因而它们可以通过光合作用生产供给（而表皮细胞没有叶绿体）
- 保卫细胞是唯一一种能产生糖类的表皮细胞。

根据一种理论，在阳光下，保卫细胞中的钾离子浓度上升。如此，当糖产生后，保卫细胞中水势降低，水从其他细胞经由渗透作用进入，所以它们便膨胀浮肿。因为保卫细胞在靠近气孔一侧有更厚的细胞质膜，膨胀的保卫细胞弯曲，如此拉开了气孔。在夜晚，糖被用尽，水从保卫细胞中流失，细胞变得松弛，气孔关闭。这样就减少了水蒸气从叶子中的逃逸。

## 表皮中的细胞分化

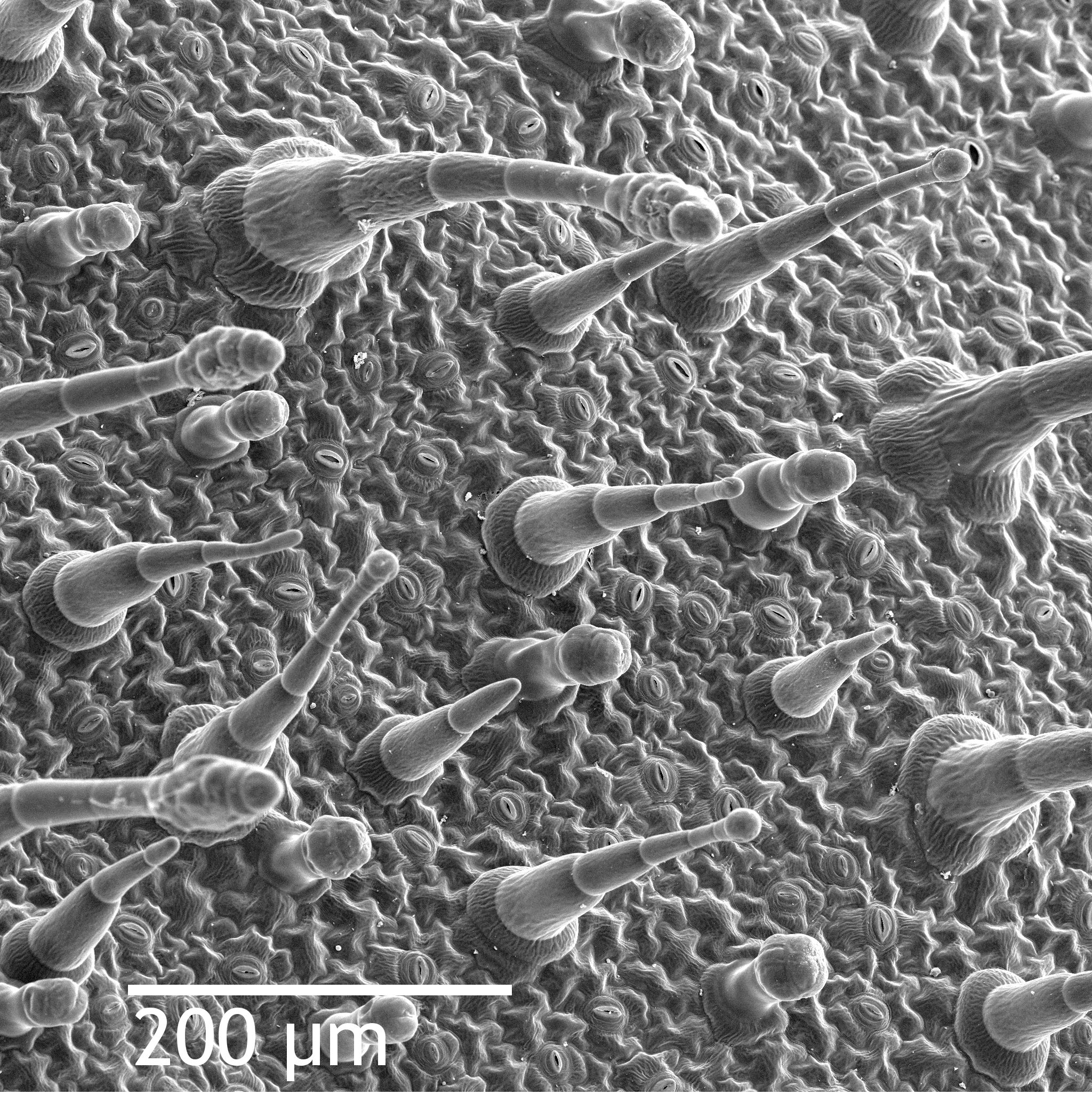
扫描电镜下的花烟草叶表面图，展示出了表皮毛和气孔

植物表皮主要包含三种细胞：铺列细胞、保卫细胞和他们的副卫细胞，副卫细胞包围了气孔和表面毛。花瓣表面形成了多种表面毛，即所谓锥形细胞。这些细胞都分化自铺列细胞，它们构成了植物表面细胞的多数。简而言之，表皮细胞的细胞分化是由两个因素控制的：基因和环境条件。